# Jenesien
Jenesien ([jeˈnesɪən]; italienisch San Genesio Atesino) ist eine italienische Gemeinde bei Bozen in Südtirol mit 3011 Einwohnern (Stand 31. Dezember 2023).

## Geographie

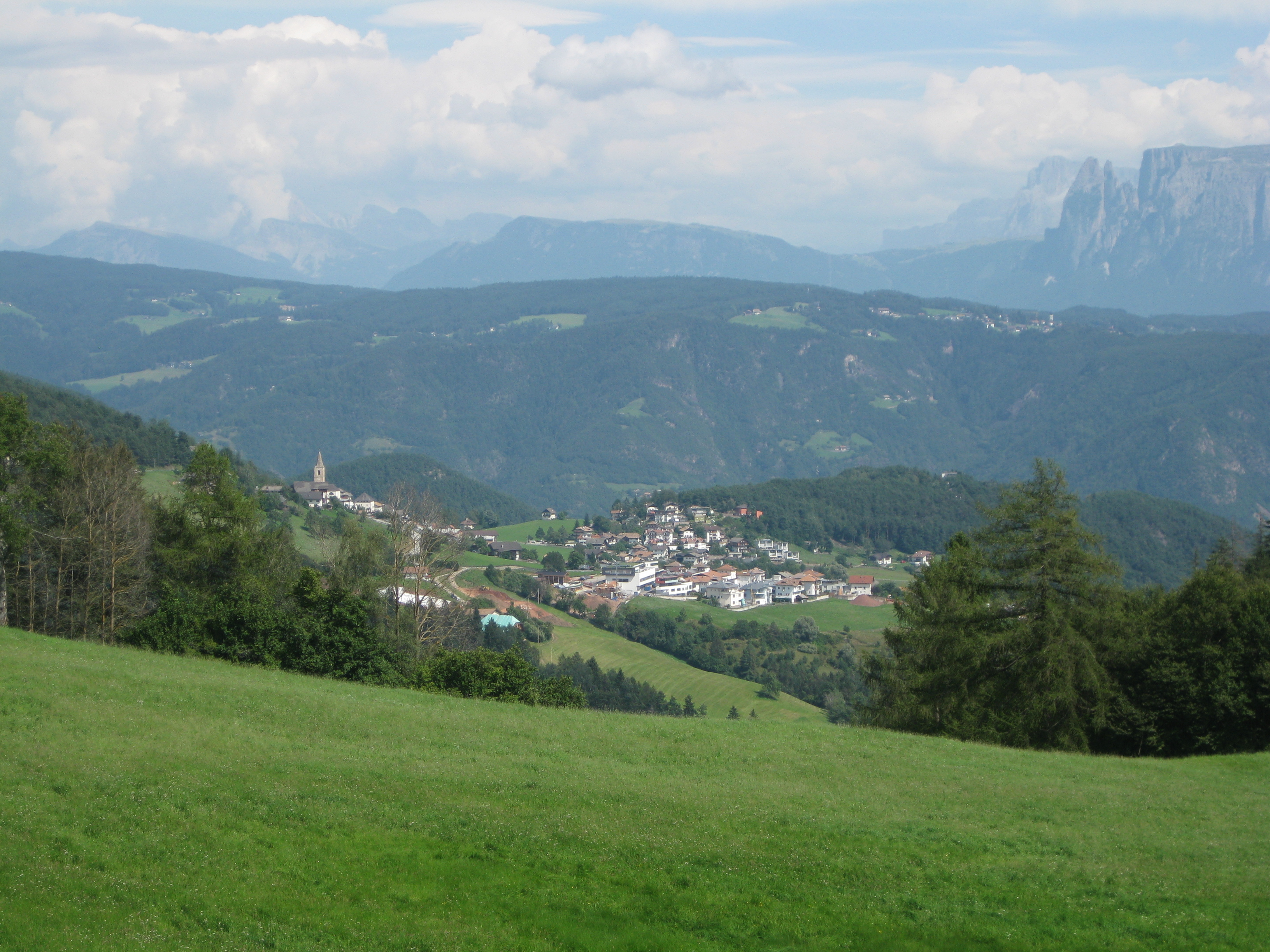
Der Hauptort Jenesien von Westen

Die Gemeinde Jenesien erstreckt sich über den Südteil des Tschögglbergs, eines sich zwischen dem Etschtal und dem Sarntal erhebenden Bergrückens der Sarntaler Alpen. Sie umfasst zwei Dörfer, mehrere Weiler sowie zahlreiche Gehöfte, die sich über das mittelgebirgige, von Wald und Wiesen geprägte Gebiet verteilen. Im Gegensatz zu den anderen Tschögglberger Gemeinden erreicht das Gemeindegebiet von Jenesien auch Talbereiche: Im Osten bildet die Talfer in der Sarner Schlucht über mehrere Kilometer die Gemeindegrenze, im Südwesten berührt ein schmaler Gebietsstreifen beim Kirchlein St. Cosmas und Damian kurz die Sohle des Etschtals.
Der Hauptort Jenesien liegt auf 1100 m Höhe im Süden des Gemeindegebiets hoch über dem Bozner Talkessel. Die zweite dörfliche Siedlung, Afing, befindet sich auf 870 m Höhe im Osten erhöht über der Sarner Schlucht. Die Höfe des Weilers Glaning (unterteilt in Oberglaning und Unterglaning) sind in Höhenlagen zwischen 700 und 1200 m an den Hängen über dem Etschtal unterhalb des Alten verstreut. Im Westen des Gemeindegebiets befindet sich der Salten, der durch den Wechsel von Weiden, Bergwiesen und verstreut stehenden Lärchen charakterisiert ist. Im Bereich dieser Kulturlandschaft liegt die Streusiedlung Nobls, etwas weiter nördlich auf 1350 m Höhe die kleine Ortschaft Flaas.

## Geschichte
Das Gebiet war in der vorchristlichen Zeit spärlich besiedelt. In Flaas, in Rumsein als auch auf dem Sattelkopf und der Groassen Knott fand man prähistorische Siedlungsspuren.
Der Name Jenesiens kommt vom Soldatenheiligen Genesius von Rom, dem Schutzpatron der Pfarrkirche des Ortes, und wird 1186 als „Mons sancti Genesii“ (Jenesienberg) ersturkundlich genannt. Die Siedlung wird im Gesamttiroler Urbar Graf Meinhards II. von 1288 als „sand Genesien“ genannt, da der Landesfürst hier über abgabenpflichtigen Besitz verfügte. Der Pfarrbezirk Jenesien ist seit 1328 dem Augustinerchorherrenstift Au – der späteren Abtei Muri-Gries – inkorporiert. Noch im 12. Jahrhundert wurde von den Bozener Grafen von Morit-Greifenstein das „gericht uf sand Genesienperch“ mit Sitz auf Burg Greifenstein eingerichtet.

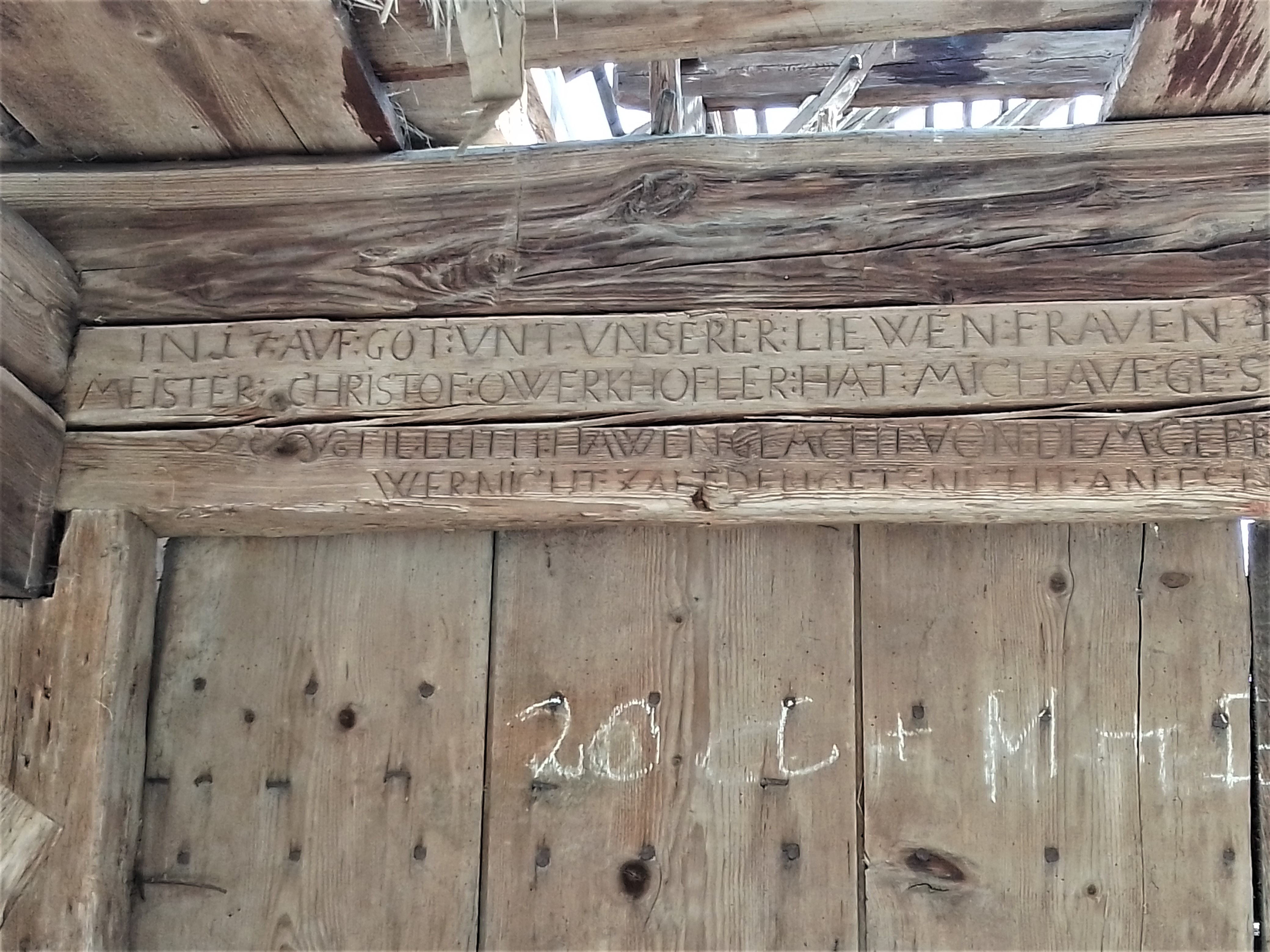
Linker Teil der Balkeninschrift von 1799 am Gamperstadel in Jenesien, ausgeführt von Baumeister Christof Oberkofler

Auch die wirtschaftlichen Verflechtungen mit dem Zentralort Bozen scheinen bereits seit dem Hochmittelalter eine hohe Intensität aufzuweisen. So wird in der Forschung vermutet, dass der seit 1208 in Bozen bezeugte Genesiusmarkt, einer der Termine der dortigen Jahrmessen, auf den alten Kirchtagsmarkt von Jenesien als unmittelbaren Vorläufer zurückgeht.
Während der Tiroler Kämpfe in der antinapoleonischen Revolte von 1797 und 1809 kam es jeweils zu Waffengängen um die Jenesiener Höhenstellung.
1928 wurde die Gemeinde Jenesien um das bis dato eigenständige Flaas vergrößert.
Der bis zum Bau der neuen Straße in den 1980er Jahren vorherrschende Charakter eines Bergdorfes ging im Laufe der Zeit verloren; in den letzten Jahrzehnten ist der Ort durch Zuzug aus Bozen stark gewachsen.

## Wirtschaft und Infrastruktur
Die Wirtschaft Jenesiens ist eng an die nahe gelegene Stadt Bozen gebunden. So wirbt Jenesien schon seit Jahren zusammen mit Bozen um Touristen. Es gibt einige Hotels, Gasthäuser, Pensionen und seit jüngerer Zeit auch Bauernhöfe, die Gäste beherbergen. Außerdem weist Jenesien durch die Nähe zu Bozen und die gute Erreichbarkeit regen Tagestourismus auf.
Viele Bauernhöfe liefern die von ihnen erzeugte Milch nach Bozen in die größte Südtiroler Milcherzeugergenossenschaft Mila. Außerdem werden Obst, Wein und Gemüse angebaut.
Die Raiffeisenkasse Bozen betreibt eine Filiale in Jenesien.

### Verkehr
Von Bozen aus besteht eine gut ausgebaute Straße nach Jenesien. Diese Straße hat Anfang der 1980er Jahre die alte, nicht mit Schwerfahrzeugen befahrbare Straße ersetzt.
Viele Jenesier pendeln täglich zur Arbeit nach Bozen aus; auch erhalten viele Handwerker Aufträge in Bozen und Umgebung.
Von 1937 bis 2020 verband die Seilbahn Jenesien den Hauptort der Gemeinde mit Bozen. Die Drahtseilbahn war viele Jahre lang das einzige öffentliche Verkehrsmittel. Daneben bietet die Buslinie 156 eine Verbindung nach Bozen sowie die Buslinie 157 nach Mölten über Flaas und Afing.

### Bildung
In der Gemeinde Jenesien gibt es Bildungseinrichtungen für die deutsche Sprachgruppe. Zu diesen gehören drei Grundschulen (in Afing, Flaas und im Hauptort Jenesien) sowie eine Mittelschule im Hauptort.

## Politik

### Bürgermeister
Bürgermeister seit 1945:
- Alois Gamper: 1945–1977
- Alois Plattner: 1977–1995
- Oswald Egger: 1995–2010
- Paul Romen: seit 2010

### Partnergemeinde
- Feldkirchen-Westerham, Bayern

## Bevölkerung
Jenesien ist gemäß den erhobenen Sprachgruppenzugehörigkeitserklärungen bzw. Sprachgruppenzuordnungserklärungen eine weitgehend deutschsprachige Gemeinde. Als Berechnungsgrundlage der folgenden Prozentwerte wurden die gültigen Erklärungen von Personen mit italienischer Staatsbürgerschaft herangezogen.
| Sprache     | 1981    | 1991    | 2001    | 2011    | 2024    |
| ----------- | ------- | ------- | ------- | ------- | ------- |
| Deutsch     | 99,07 % | 97,82 % | 97,29 % | 96,79 % | 95,03 % |
| Italienisch | 0,84 %  | 1,88 %  | 2,59 %  | 3,07 %  | 4,83 %  |
| Ladinisch   | 0,09 %  | 0,31 %  | 0,12 %  | 0,14 %  | 0,14 %  |

## Sehenswürdigkeiten

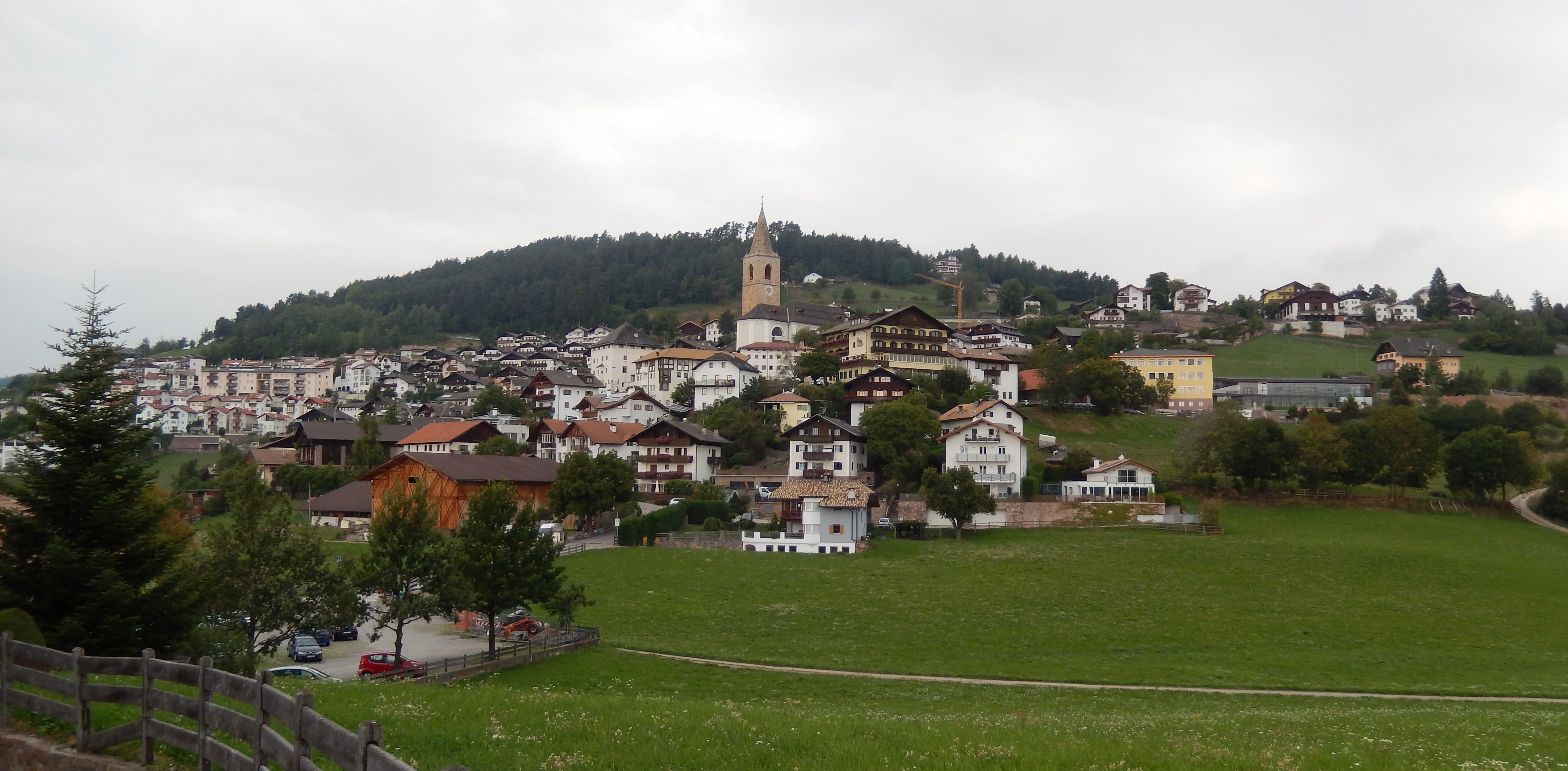
Blick auf das Dorfzentrum

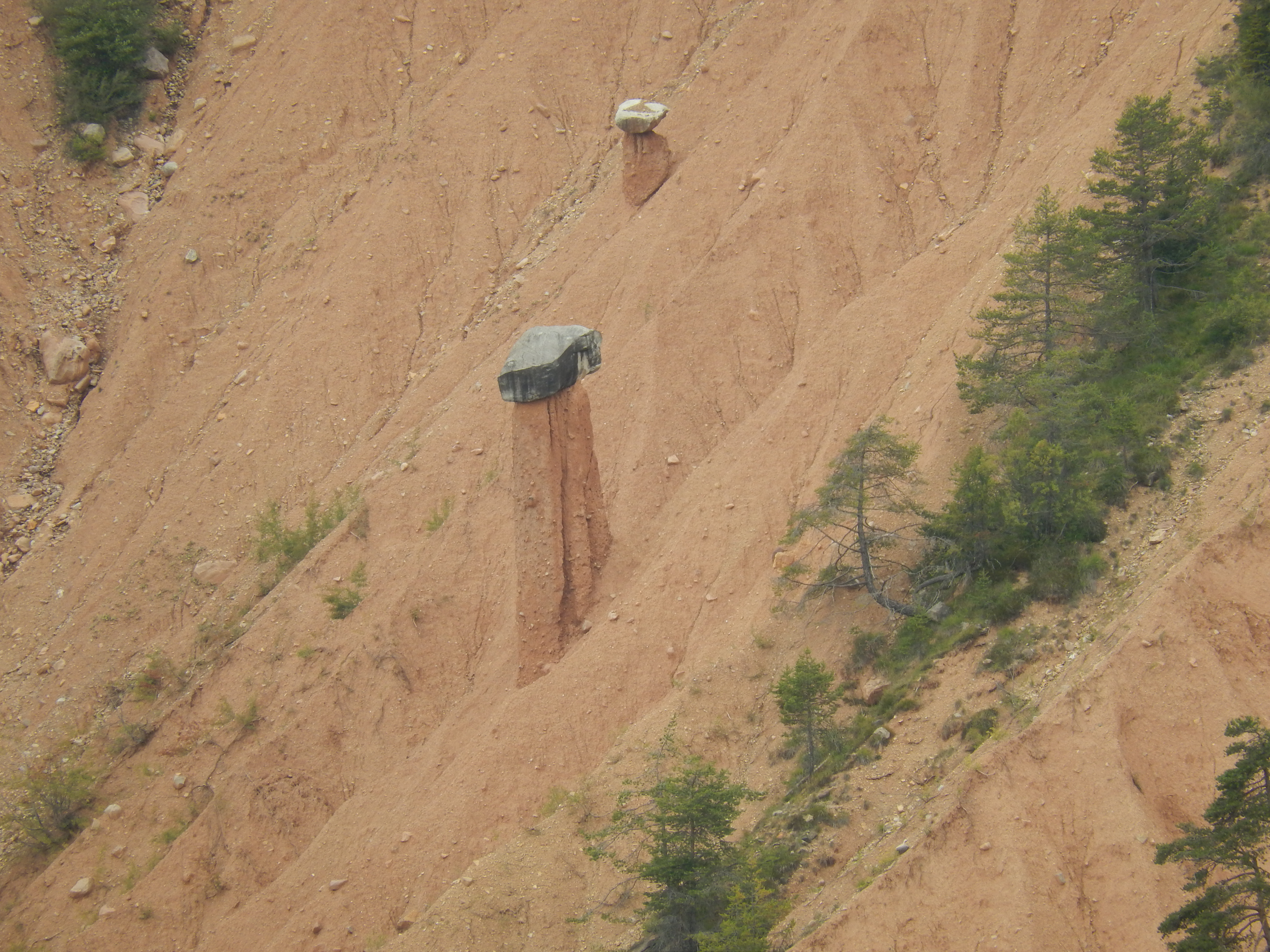
Erdpyramiden bei Nobls

Etwa 3 km nordwestlich des Hauptortes (bei Nobls, Lage) existieren Erdpyramiden. Im Vergleich zu denen auf dem Ritten sind es jedoch weniger, außerdem weisen sie eine gedrungene Form auf. Weitere Sehenswürdigkeiten sind der Jenesiener Kirchturm und der danebenliegende Dorfplatz.

## Persönlichkeiten
- Josef Fill (* 1939), Unternehmer und Politiker (ÖVP)